# نمش‌مدوش
نِمِش‌مِدوِش (به مجاری:  Nemesmedves) یک شهرداری در مجارستان است که در واش واقع شده‌است. نمش‌مدوش ۴٫۷۴ کیلومتر مربع مساحت و ۲۰ نفر جمعیت دارد.